# Dănuț pleacă pe vapor
Dănuț pleacă pe vapor este un film românesc din 2008 regizat de Radu Potcoavă. Rolurile principale au fost interpretate de actorii Ionuț Adăscăliței, Valentina Popa, Dorian Boguță.

## Distribuție
Distribuția filmului este alcătuită din:
- Marcel Horobeț
- Dorian Boguță — Piticu
- Valentina Popa
- Victoria Cociaș
- Ionuț Adăscăliței — Dănuț